# Schaumburg–Lippei Fejedelemség
A Schaumburg–Lippei Fejedelemség német történelmi állam a mai Alsó-Szászország területén.

## Történelem

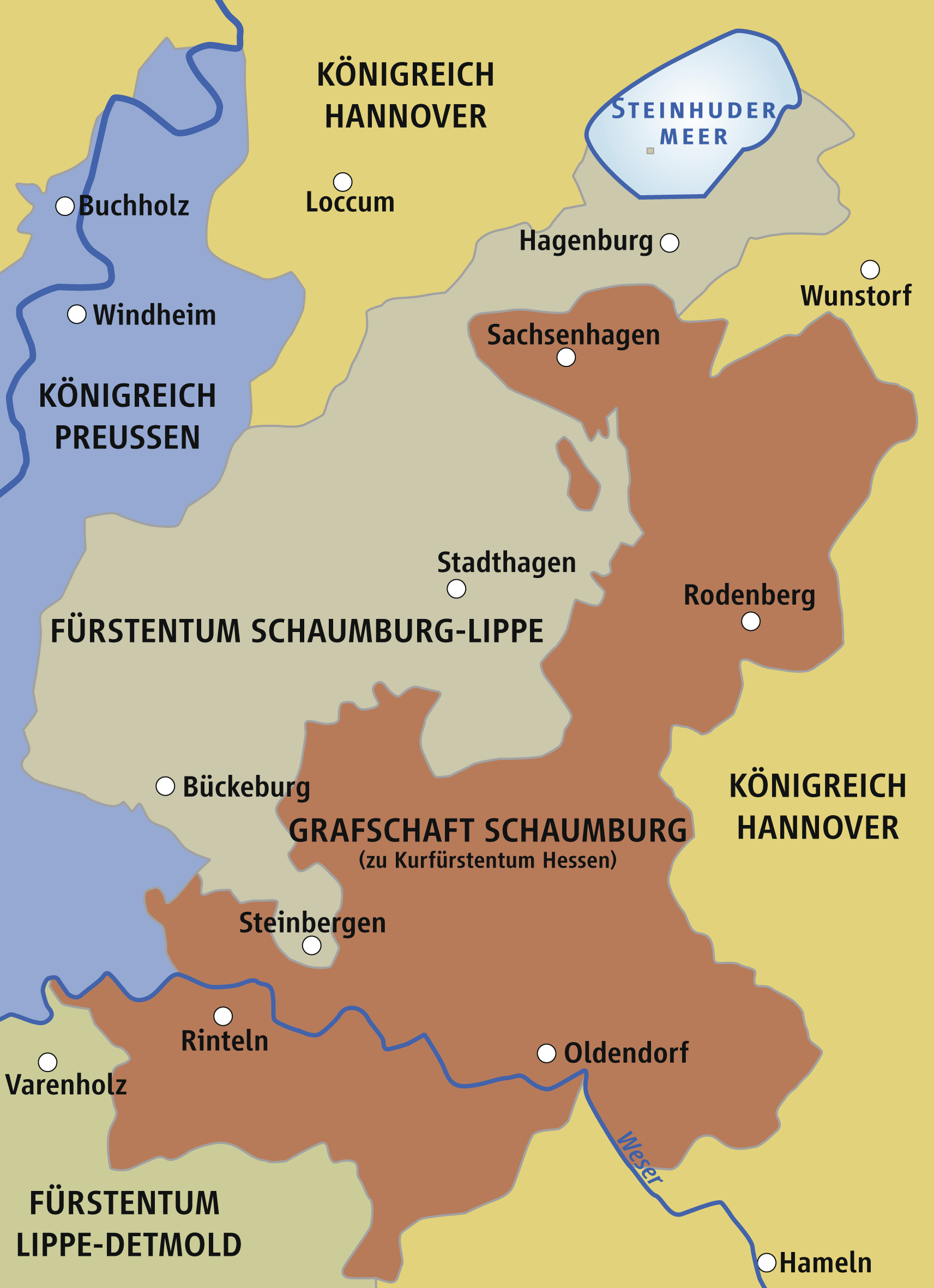
Schaumburg–Lippei Fejedelemség és hesseni Schaumburg grófság

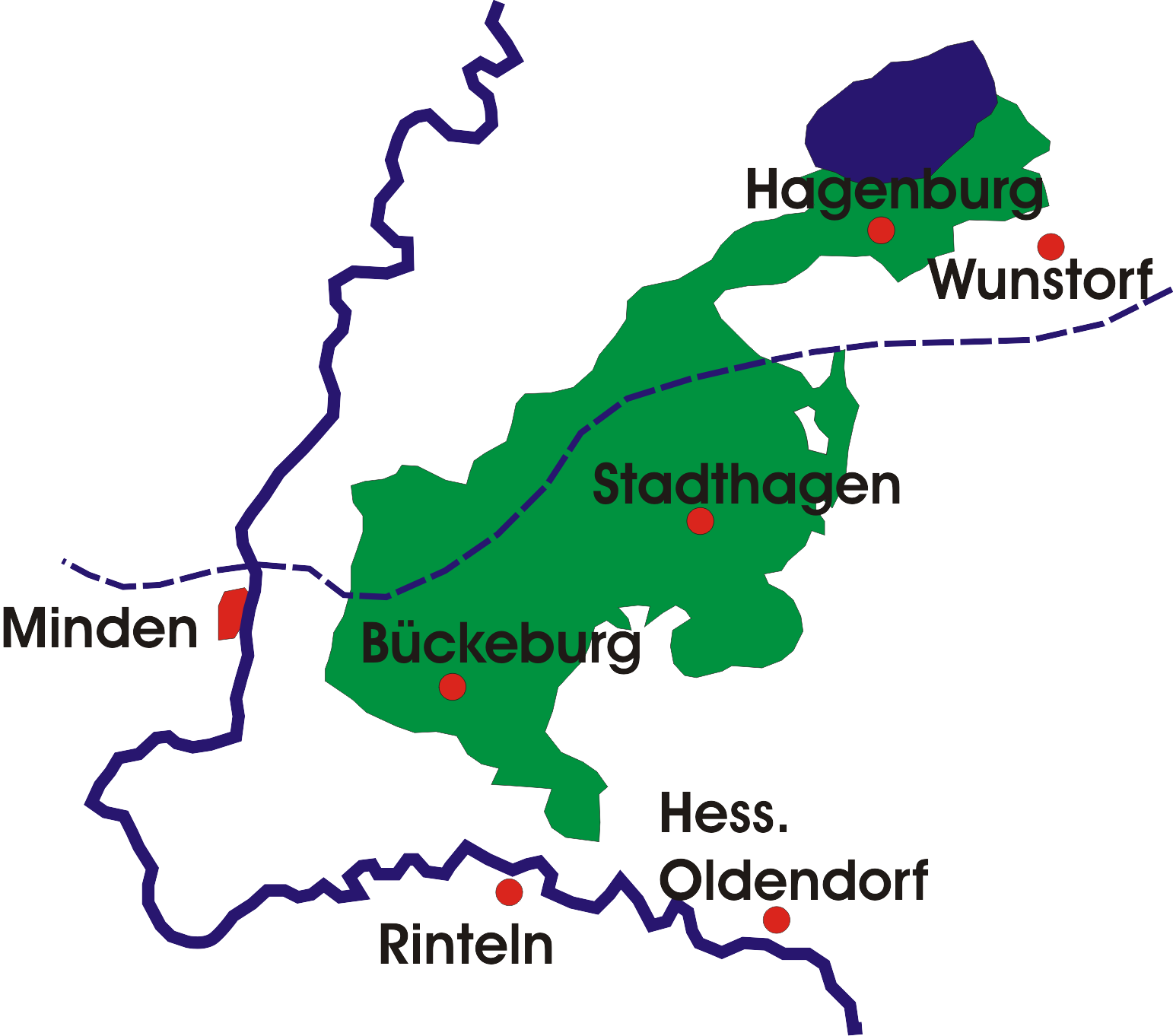
Schaumburg–Lippei Fejedelemség és Szabadállam 1807–1945

1640-ben a gyermektelen V. Ottó schaumburgi gróf halála után anyja, Lippei Erzsébet (1592–1646) lett a Schaumburgi Grófság régense. 1647-ben felosztattak a grófságot Philipp I. zur Lippe-Alverdissen, Erzsébet öccse, és a Hessen-Kassel Tartománygrófság között. A vesztfáliai béke megerősítette a megosztást.
1807. április 18-án a Lippe-Detmold fejedelemséggel együtt csatlakozott a Rajnai Szövetséghez. A szerződésben „les princes de la Lippe” uralkodói státust jelöltek. Ennek értelmében György Vilmos fejedelmi (hercegi) rangú uralkodó lett.
1815-től Schaumburg-Lippe a Német Szövetség majd 1871-től a Német Császárság állama volt.
1918. november 15-én II. Adolf fejedelem lemondott trónájról és Schaumburg-Lippe szabadállam lett (Freistaat Schaumburg-Lippe). 
A parlamentnak (Landtag) 15 tagja, a kormánynak 5 tagja volt. A legfelsőbb bíróság a poroszországi Cellében volt.
Az állam 2 járásra (Landkreis) oszlik: Bückeburg és Stadthagen.
1946. november 23-án a brit katonai megszálló hatóság jóváhagyta, hogy a porosz Hannover tartomány (Provinz Hannover, az egykori Hannoveri Királyság), az Oldenburgi Nagyhercegség, a Braunschweigi Hercegség és a Schaumburg–Lippei Fejedelemség összevonásával megalakuljon Alsó-Szászország tartomány.
A Schaumburg-Lippei járást hozták létre 1946-ban a Bückeburg járásból és a Stadthagen járásból. Stadthagen volt az új székhelye.
1977. augusztus 1-jén alakult a Schaumburg-Lippe és a Grafschaft Schaumburg járásból a Schaumburg járás.

Schaumburg járás

### Uralkodók

#### Schaumburg–Lippei grófok( Grafen zu Schaumburg–Lippe)
- 1647–1681: I. Fülöp (1601–1681)
- 1681–1728: Frigyes Keresztény (1655–1728)
- 1728–1748: Albrecht Wolfgang (1699–1748)
- 1748–1777: Vilmos (1724–1777)
- 1777–1787: II. Fülöp Ernő (1723–1787)
- 1787–1807: György Vilmos (1784–1860)

#### Schaumburg–Lippei fejedelmek(Fürsten zu Schaumburg–Lippe)
- 1807–1760: György Vilmos (1784–1860)
- 1860–1893: I. Adolf György (1817–1893)
- 1893–1911: György (1846–1911)
- 1911–1918: II. Adolf (1883–1936)

## Híres Emberek
- Johann Christoph Friedrich Bach több mint 40 évig schaumburg–lippei udvari muzikus volt.
- 1771 és 1776 között Johann Gottfried Herder fővárosban élt.
- 1906 és 1909 között Hermann Löns itt élt.

## Fordítás
- Ez a szócikk részben vagy egészben  a   Schaumburg-Lippe című német Wikipédia-szócikk fordításán alapul.  Az eredeti cikk szerkesztőit annak laptörténete sorolja fel. Ez a jelzés csupán a megfogalmazás eredetét és a szerzői jogokat jelzi, nem szolgál a cikkben szereplő információk forrásmegjelöléseként.